# Estudiantes por Trump
Estudiantes por Trump (ExT) (en inglés estadounidense: Students for Trump) es una organización juvenil estadounidense cuya misión es apoyar al Presidente de los Estados Unidos, Donald Trump. El grupo fue fundado en 2015 por dos estudiantes universitarios, Ryan Fournier y John Lambert. En julio de 2019, Charlie Kirk, director ejecutivo de Turning Point USA, se convirtió en presidente de Estudiantes por Trump.

## Historia

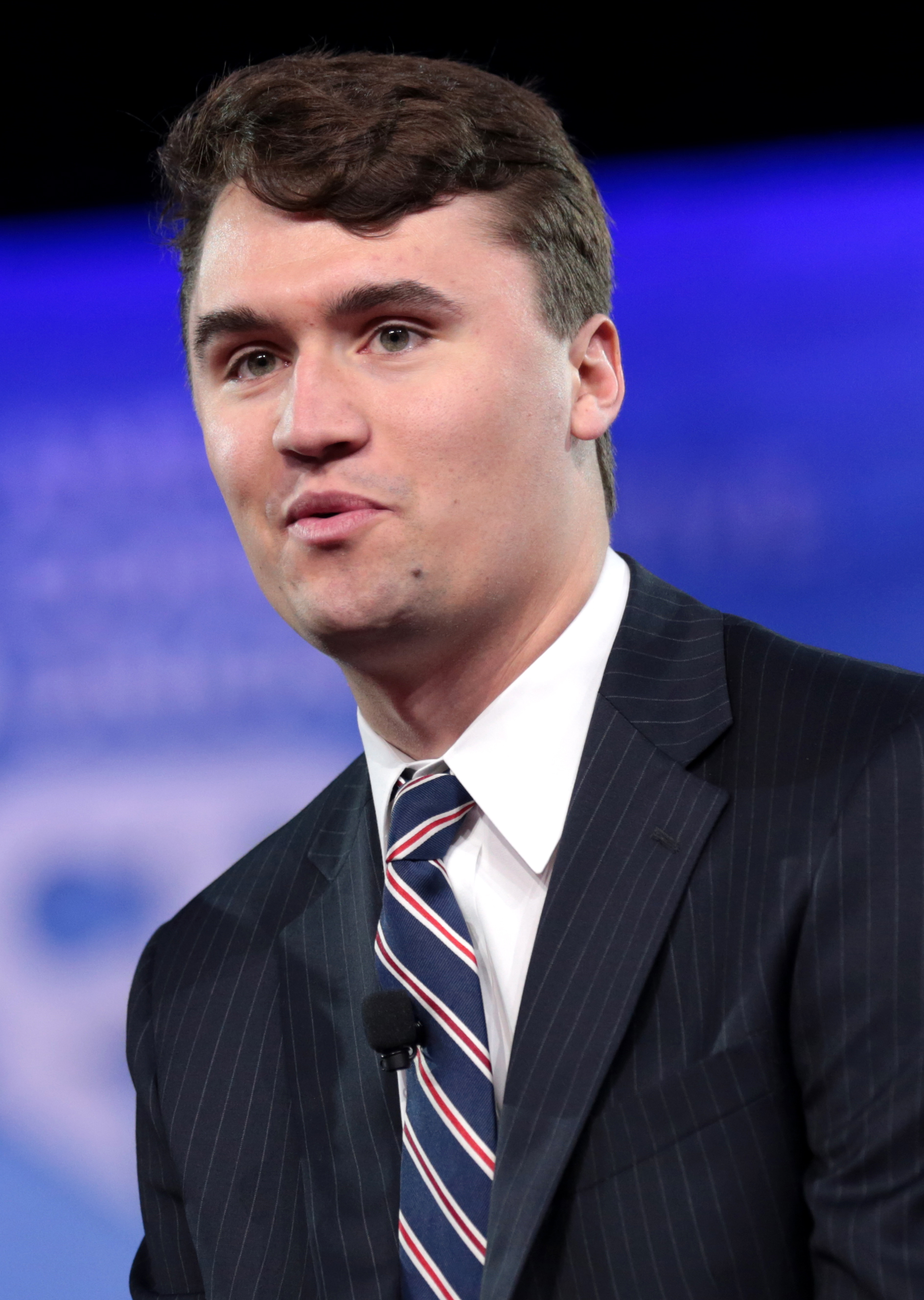
Charlie Kirk, el presidente de ExT desde julio de 2019.

Estudiantes por Trump fue fundada en 2015 por Ryan Fournier y John Lambert, estudiantes de la Universidad de Campbell, en Carolina del Norte, Estados Unidos, quienes comenzaron a publicar información positiva sobre Donald Trump.
El Houston Chronicle informó que George Lombardi, un desarrollador inmobiliario de la ciudad de Nueva York y amigo de Donald Trump, había creado un grupo de Facebook llamado "Estudiantes por Trump".
El 6 de agosto de 2015, Fournier y Lambert quedaron impresionados por el entonces estudiante de educación secundaria, afroestadounidense y homosexual, Alexander Chalgren, quien apareció preguntando en el primer debate de las elecciones primarias presidenciales del Partido Republicano de los Estados Unidos, emitido por el canal de televisión Fox News. Alexander hizo una pregunta a los candidatos sobre el Estado Islámico, que fue citada como "la pregunta más importante de la noche". La pregunta generó un intenso debate entre Donald Trump y el senador republicano Ted Cruz. Los fundadores de Estudiantes por Trump, se acercaron a Chalgren a través de la red social Instagram, para preguntarle sobre su afiliación política y descubrieron que era uno de los primeros partidarios de Donald Trump. Después de una breve entrevista de trabajo
 y un proceso de selección, se le ofreció a Chalgren un puesto dentro de la organización como director de la misma en Carolina del Sur, pero finalmente ascendió al puesto de director nacional. El Sr. Chalgren es el primo adoptivo del gobernador de Carolina del Sur, Henry McMaster. Alexander hizo su segundo debut en la escena nacional con una entrevista con Zoe Chace en 2016, en el programa This American Life, emitido por la emisora de radio WBEZ de Chicago, afiliada con la NPR. Según el New York Times, Chalgren era el joven partidario de Trump más famoso en Estados Unidos.
La primera aparición televisiva de Fournier para la organización fue en el canal TBS, perteneciente a la corporación Warner Media.
Las actividades de los Estudiantes por Trump se destacaron en un documental de la BBC, "Los superfans improbables de Trump", y una exclusiva de NBC News titulada "Estudiantes por Trump: conozca a los millennials que quieren que gane".
En 2016, la organización cambió de un modelo de campaña tradicional con coordinadores regionales, estatales y de capítulo, a un modelo con embajadores en los campus, que desempeñan funciones similares a las de un ayudante becario. En agosto de 2016, The Chronicle of Higher Education informó que: "La organización tenía casi 300 capítulos en el campus y una gran cantidad de seguidores en las redes sociales: 29.000 en Twitter, 59.000 en Instagram, y miles más en Facebook".

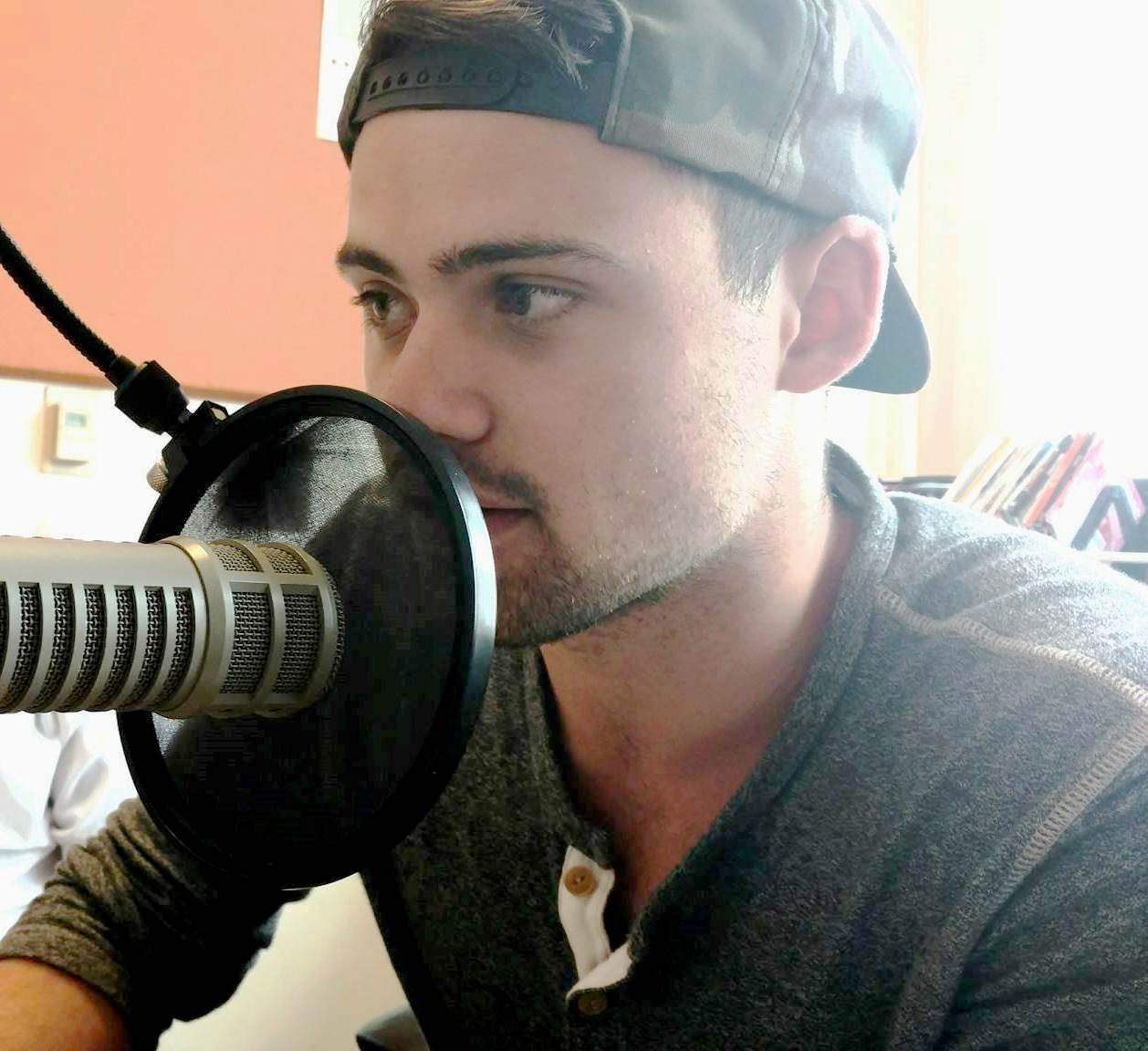
James Allsup en los estudios de la KZUU.

Sin embargo, la campaña tuvo numerosos problemas antes y después de las elecciones. En abril de 2016, un capítulo de Estudiantes por Trump en Florida, colocó una gorra de béisbol con las palabras Make America Great Again (MAGA), en una estatua de Martin Luther King Jr., pocos días después del aniversario de su muerte, lo que provocó una indignación generalizada. La revista digital Salon.com, informó que Ryan Fournier trabajó con nacionalistas blancos, cuando era director de Estudiantes por Trump. Media Matters dijo que Fournier contrató al nacionalista blanco James Allsup, como director del programa de embajadores en el campus. Allsup era miembro de un movimiento identitario estadounidense, y asistió a la manifestación Unite the Right, celebrada en Charlottesville, Virginia.
En marzo de 2017, luego de la elección de Trump como Presidente de los Estados Unidos, The College Fix informó que "los capítulos de la organización se habían disuelto, o habían interrumpido en gran medida las reuniones". En febrero de 2018, The Daily Beast informó que Estudiantes por Trump no había presentado correctamente sus informes a la Comisión Federal de Elecciones (CFE), como comité de acción política. La CFE escribió nueve cartas a la organización solicitando información sobre los donantes sin recibir ninguna respuesta, pero finalmente decidió no tomar ninguna medida más que advertir al comité de acción política.
El 23 de junio de 2020, Estudiantes por Trump celebró una convención política en Arizona, en la Iglesia de Dream City, en Phoenix, con el entonces Presidente de los Estados Unidos, Donald Trump. El evento ocurrió durante la pandemia de COVID-19, que alcanzó su punto máximo en la región. La alcaldesa de Phoenix, Kate Gallego, dijo que no se requerirían máscaras para el evento, y los funcionarios de la iglesia de Dream City afirmaron que los ionizadores de aire protegerían a los participantes, a pesar de la falta de evidencias sobre su eficacia.

### Adquisición por parte de Turning Point Action
El 2 de julio de 2019, Charlie Kirk, fundador y director ejecutivo de Turning Point USA y Turning Point Action, informó que: "Este último había adquirido Estudiantes por Trump junto con todos sus activos". Se convirtió en presidente y lanzó una campaña para reclutar un millón de estudiantes para la campaña de reelección de Trump de 2020. El esfuerzo fallido llevó a TPUSA y la campaña de Trump a culparse mutuamente por una disminución general en el apoyo de los jóvenes a Trump. Más tarde, en julio de 2019, Fournier fue invitado a la Casa Blanca para discutir un supuesto sesgo liberal en las redes sociales.

### Evento del muro de Trump
El 9 de mayo de 2016, un grupo de estudiantes de la Universidad de Washington (UW) construyó un "muro de Trump" de madera contrachapada en el centro del patio. El evento, dirigido por la presidenta local de los Universitarios Republicanos, Jessie Gamble, el presidente local de los Estudiantes por Trump, Chevy Swanson, y el asesor político principal de ExT, James Allsup, duró aproximadamente una hora y media, y se reunieron los partidarios de Trump y más de 100 manifestantes. La pared estaba pintada con el dibujo de unos ladrillos con las palabras "Muro de Trump" escritas en ella. En un momento dado, un estudiante intentó escalar la pared. Poco después de esto, la policía universitaria pidió a los organizadores que derribaran el muro. Los Estudiantes por Trump de la Universidad Estatal de Portland, un grupo no afiliado con la organización nacional, organizó un evento similar el 10 de junio de 2016.

## Fundadores

### Ryan Fournier

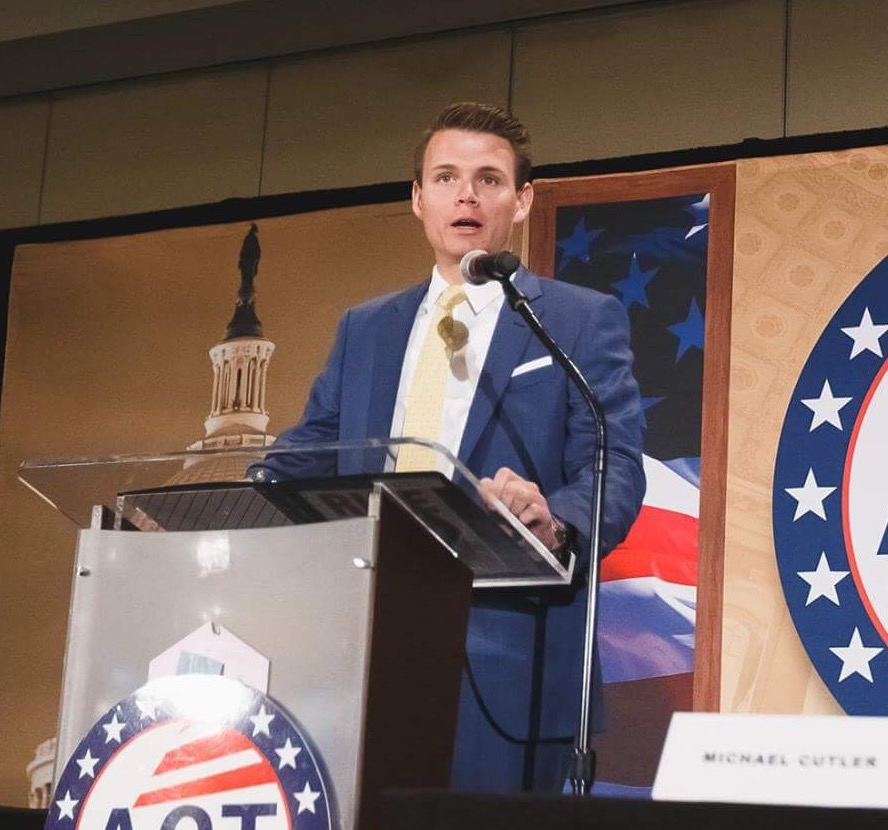
El cofundador de la organización, Ryan Fournier.

El cofundador de la organización, Ryan Fournier, es de Long Branch, Nueva Jersey. Fournier se volvió políticamente activo luego de su trabajo voluntario para la campaña presidencial de Mitt Romney 2012. Antes de fundar Estudiantes por Trump, Fournier estuvo involucrado en varias campañas políticas locales y estatales en Carolina del Norte. Además de ser el copresidente de Estudiantes por Trump, Fournier también se desempeña como presidente de OpenPoll y xStrategies. En 2015, Fournier y John Lambert lanzaron Estudiantes por Trump, como una cuenta de Twitter, mientras estudiaban en la Universidad de Campbell en Buies Creek, Carolina del Norte. Fournier se graduó de la Universidad de Campbell, en mayo de 2019, con un título en ciencias políticas. También es miembro de la fraternidad Kappa Alpha Order, capítulo Zeta Psi. Fournier ha recibido el premio Red Alert Politics 30 Under 30 Award. En julio de 2018, Fournier lanzó un boicot contra Walmart por vender camisetas con la etiqueta "Impeach 45", lo que resultó en la tendencia del hashtag #BoycottWalmart en Twitter. Walmart retiró los artículos de su tienda en línea y emitió la siguiente declaración: "Estos artículos fueron vendidos por terceros vendedores en nuestro mercado abierto y no fueron ofrecidos directamente por Walmart. Estamos eliminando este tipo de artículos en espera de la revisión de nuestras políticas de mercado".

### John Lambert
Lambert, nativo de Tennessee, fue arrestado en Tennessee en abril de 2019 por cargos federales de fraude electrónico por hacerse pasar en línea como abogado corporativo y de patentes de 2016 a 2018, estafando a consumidores y empresas con más de 46.000$ dólares estadounidenses. Se declaró culpable en 2019 y firmó un acuerdo de declaración de culpabilidad en 2019, por el cual perderá 46.654$ dólares estadounidenses, y no apelará ninguna sentencia de hasta 21 meses de prisión. En mayo de 2021, fue condenado a 13 meses de prisión.